# Galagos Fula Hund
Galagos Fula Hund var ett alternativt seriepris instiftat av kulturtidskriften och serietidningen Galago vid tidningens 10-årsjubileum 1989. Det utdelades i samband med Hultsfredsfestivalen för att uppmuntra nordiska alternativserieskapare. 

## Beskrivning och namn
"Hunden" ifråga har genom åren bestått av diverse inköpta djurfigurer, från mjukdjursapor (med tillhörande jordnötter) till porslinskatter.
Utmärkelsen föddes två år efter den första utdelningen av Seriefrämjandets seriepris Urhunden. Före 2001 hade ingen Galagos Fula Hund-pristagare någon gång erhållit Urhunden.

## Pristagare
- 1989 - Lars Sjunnesson[1]
- 1990 - Lena Ackebo[2]
- 1991 - Gunnar Lundkvist[3]
- 1992 - David Nessle[3]
- 1993 - Kerold Klang[4]
- 1994 - John Andersson[3]
- 1995 - Anna Fiske[3]
- 1996 - Mats Jonsson[3]
- 1997 - Daniel Ahlgren[3]
- 1998 - Sara Olausson
- 1999 - ?
- 2000 - ?
- 2001 - Knut Larsson[5]
- 2002 - ?
- 2003 - Kerold Klang[6][källa behövs]
- 2004 - ?
- 2005 - ?